# Paramerina quininficia
Paramerina quininficia är en tvåvingeart som beskrevs av Chaudhuri och Debnath 1985. Paramerina quininficia ingår i släktet Paramerina och familjen fjädermyggor. Inga underarter finns listade i Catalogue of Life.